# Luigi Diligenza
Luigi Diligenza (Arzano, 10 febbraio 1921 – Arzano, 25 maggio 2011) è stato un arcivescovo cattolico italiano.

## Biografia
Nacque ad Arzano (NA), il 10 febbraio 1921.
Conseguì il Baccellerato in Sacra Teologia presso la Pontificia Facoltà Teologica dell'Italia Meridionale. Fu alunno di Luigi Rinaldi, vescovo di San Marco Argentano e Bisignano. Laureatosi in Sacra Teologia, consegue, presso la Pontificia Università Gregoriana di Roma, la specializzazione in Storia della Chiesa. In seguito conseguirà anche il diploma in Paleografia e Dottrina Archivistica. Insegna religione prima nell'Istituto Tecnico "A. Diaz", poi nel Liceo Scientifico "V. Cuoco" di Napoli.
Venne ordinato sacerdote l'8 agosto 1943.
Diversi sono stati gli incarichi ai quali fu chiamato tra il 1966 e il 1978:
- delegato arcivescovile per l'ACI (1966-1967),
- rettore del Seminario Maggiore Arcivescovile di Napoli "Alessio Ascalesi" (1967-1978),
- professore di Storia civile nel Liceo del Seminario Minore Arcivescovile di Napoli (1949-1978),
- docente di Storia della Chiesa presso la Pontificia Facoltà Teologica dell'Italia Meridionale, sez. San Tommaso d'Aquino (1954-1978),
- canonico della cattedrale di Napoli (1975-1978).

### Ministero episcopale
Il 1º marzo 1978 venne nominato arcivescovo di Capua. Il 23 aprile 1978 viene ordinato vescovo dal cardinale Corrado Ursi, dall'allora arcivescovo emerito di Capua Tommaso Leonetti, e dall'arcivescovo di Salerno Gaetano Pollio. Poco dopo il suo insediamento alla guida dell'arcidiocesi di Capua questa perdeva, dopo oltre mille anni, la sua dignità di sede metropolitana diventando suffraganea dell'arcidiocesi di Napoli nel 1979.
Il 29 aprile 1997 papa Giovanni Paolo II accettò le sue dimissioni per raggiunti limiti di età e nominò suo successore Bruno Schettino.

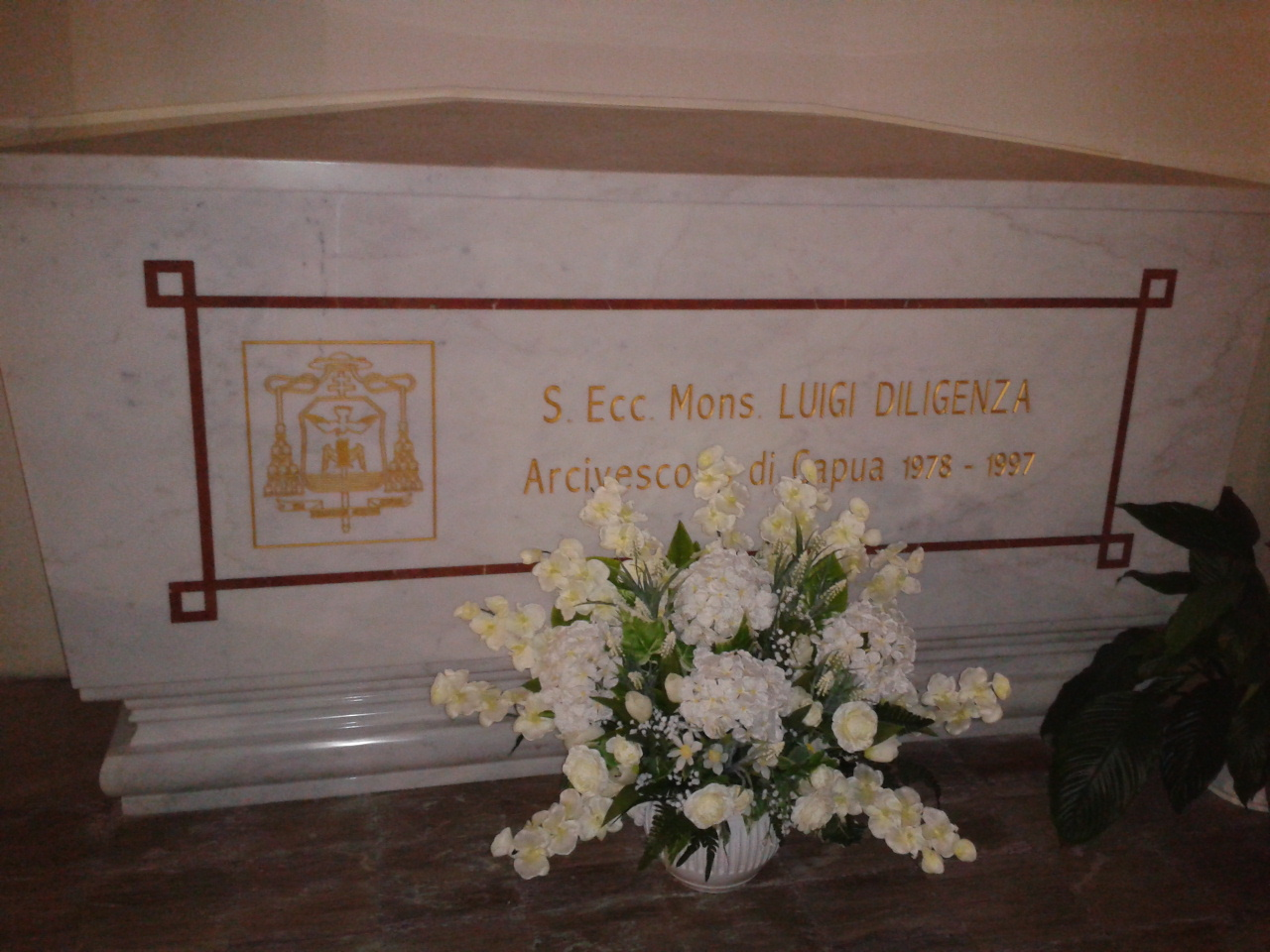
La tomba in cattedrale

Si spense nella sua casa di Arzano il 25 maggio 2011. I funerali si tennero il 26 maggio nella cattedrale di Capua e furono presieduti dall'arcivescovo di Capua Bruno Schettino alla presenza del cardinale Crescenzio Sepe dopo che la salma fu benedetta dal cardinale Agostino Vallini, vicario generale di Sua Santità per la diocesi di Roma, già successore di mons. Diligenza in qualità di rettore del seminario maggiore di Napoli.
Fu sepolto nella cattedrale di Capua.
Così viene ricordato il suo governo nell'arcidiocesi di Capua: «Il munus episcopale di mons. Luigi Diligenza si è caratterizzato, oltre che per l'impegno pastorale riscontrabile in trenta lettere pastorali, sette convegni ecclesiali e una sinodo, certamente nel continuare la forte tradizione culturale capuana, con la celebrazione di convegni, nazionali ed internazionali, di studio; l'istituzione dell'Istituto Superiore di Scienze Religiose, intitolato al santo cardinale riformatore Roberto Bellarmino e la riapertura al pubblico della Biblioteca e dell'Archivio storico diocesano. Il costante e sistematico aggiornamento bibliografico fanno sì che, oggi, la preziosa raccolta di libri rari e preziosi in essa conservati, oltre una cospicua documentazione archivistica, sia a disposizione di studiosi e ricercatori».

## Genealogia episcopale
La genealogia episcopale è:
- Cardinale Scipione Rebiba
- Cardinale Giulio Antonio Santori
- Cardinale Girolamo Bernerio, O.P.
- Arcivescovo Galeazzo Sanvitale
- Cardinale Ludovico Ludovisi
- Cardinale Luigi Caetani
- Cardinale Ulderico Carpegna
- Cardinale Paluzzo Paluzzi Altieri degli Albertoni
- Papa Benedetto XIII
- Papa Benedetto XIV
- Papa Clemente XIII
- Cardinale Marcantonio Colonna
- Cardinale Giacinto Sigismondo Gerdil, B.
- Cardinale Giulio Maria della Somaglia
- Cardinale Carlo Odescalchi, S.I.
- Cardinale Costantino Patrizi Naro
- Cardinale Lucido Maria Parocchi
- Papa Pio X
- Papa Benedetto XV
- Papa Pio XII
- Cardinale Carlo Confalonieri
- Cardinale Corrado Ursi
- Arcivescovo Luigi Diligenza